# Gustaf Svensson
För andra betydelser, se Gustaf Svensson (olika betydelser).
Otto Gustaf Svensson, född 9 april 1893 i Vimmerby, Kalmar län, död 12 november 1957 i Sollentuna, Stockholms län, var en svensk målare och tecknare.
Han var son till lantbrukaren Sven Fredrik Svensson och dennes maka och växte delvis upp i Vetlanda. Han gift med Svea Erixson. Han utbildade sig först till hantverksmålare och studerade konst på sin fritid för Gustaf Franzén och Erik Hägg i Vetlanda. Efter en termin vid Althins målarskola 1919 antogs han som elev vid Kungliga Konsthögskolan där han studerade för Wilhelm Smith 1920–1926 samt under studieresor till Paris, Köpenhamn och Nordafrika. Separat ställde han ut ett flertal gånger på Konstnärshuset i Stockholm 1936–1949 och i Gävle, Borås, Norrköping, Jönköping och Västerås. Tillsammans med Sven Ernkvist och Bernhard Önstad ställde han ut i Vingåker 1947. Perioden 1922–1957 medverkade han ett femtontal gånger i Sveriges allmänna konstförenings samlingsutställningar och han deltog i Svenska konstnärernas förenings utställningar på Konstakademien och Göteborgs konsthall, samt utställningar arrangerade av Föreningen Smålandskonstnärer. Ett antal minnesutställningar med hans konst har visats i Vetlanda och Finspång. Svensson biträdde Alf Munthe vid några större dekorativa arbeten och har självständigt utfört en större fondmålning på stadshotellet i Vetlanda 1952. Hans konst består av porträtt, landskapsskildringar från Norrland, Fårö, Bohuslän eller Frankrike, stadsmotiv och stilleben. Svensson är representerad vid Kalmar konstmuseum, Hudiksvalls museum. Västerås konstmuseum, Katrineholms museum, Eskilstuna konstmuseum och Borås konstmuseum.  
Gustaf Svenssons hustru Svea var syster till konstnären Sven Erixson (X:et). Gustaf Svensson benämns i en del böcker om X:et för Stora Småland.[källa behövs]

### Fotnoter
1. ↑  ”Kalmar konstmuseum”. Arkiverad från originalet den 10 december 2017. https://web.archive.org/web/20171210072307/http://konstdatabas.designarkivet.se/index.php/Detail/Object/Show/object_id/621. Läst 9 december 2017.